# Nemastomella hankiewiczii
Espèce
Synonymes
- Nemastoma hankiewiczii Kulczyński, 1909
- Nemastoma roeweri Kraus, 1961

Nemastomella hankiewiczii est une espèce d'opilions dyspnois de la famille des Nemastomatidae.

## Distribution
Cette espèce se rencontre au Portugal au nord de Lisbonne et en Espagne en Galice, aux Asturies et en Castille-et-León.

## Description
Le mâle syntype mesure 1,3 mm et la femelle syntype 1,8 mm.

## Systématique et taxinomie
Cette espèce a été décrite sous le protonyme Nemastoma hankiewiczii par Kulczyński en 1909. Elle est placée dans le genre Nemastomella par Schönhofer en 2013.
Nemastoma roeweri a été placée en synonymie par Rambla en 1980.

## Étymologie
Cette espèce est nommée en l'honneur de S. Hankiewicz.

## Publication originale
- Kulczyński, 1909 : « Fragmenta Arachnologica. VII. » Bulletin International de l'Académie des Sciences de Cracovie, Classe des Sciences Mathématiques et Naturelles, vol. 1909, p. 427-472 (texte intégral).